# Aegypius jinniushanensis
Aegypius jinniushanensis es una especie extinta de buitre del Viejo Mundo que vivió en lo que ahora es China durante mediados del Pleistoceno. Fue descrito por Zihui Zhang, Yunping Huang, Helen F. James y Lianhai Hou in 2012. Esta especie se caracteriza por el menor desarrollo del proceso cigomático y el proceso suprameático, así como un cóndilo occipital mayor, comparados con los del actual A. monachus.